# Andrakvantisering
Andrakvantisering, eller ockupationstalformalismen, är en kvantmekanisk formalism för att beskriva tillståndet för ett kvantsystem. Ett kvanttillstånd beskrivs enbart genom att specificera vilka spinn-orbitaler som är besatta och inte vilken partikel som befinner sig i vilken spin-orbital, som är fallet med förstakvantiseringen. Centrala begrepp inom andrakvantiseringsformalismen är skapelse- och förintelseoperatorer samt fältoperatorer.